# Споменик природе Бор Цара Душана
Споменик природе „Бор Цара Душана“ је био изузетан представник балканског субендема. Стабло је посечено у јуну 1999. године, после уласка КФОР-а на Косову и Метохију, иако је за споменик природе проглашен 1995. године.
Бор - муника се налазио у долини реке Неродимке, на њеној десној обали, у порти цркве Светих Арханђела, на сеоском гробљу у самом селу Горње Неродимље, општина Урошевац, на Косову и Метохији.
Стабло је било очувано, витално и плодоносно. Стабло је остатак Летњиковца Цара Душана и имало висину од 23 метра. По веровању стабло је посадио лично Цар Душан 1336. године.

## Решење - акт о оснивању
Одлука о заштити споменика природе Бор Цара Душана 01 бр. 633-202 - СО Урошевац. Службени гласник РС/1995.